# Adios (뵈제 옹켈츠의 음반)
Adios는 독일의 하드록 밴드 뵈제 옹켈츠의 정규 17집이자 마지막 앨범이다. 또한 Adios는 2004년 7월 26일에 밴드가 직접 설립한 레이블 Rule23에서 발매했다. 그리고 이 앨범은 특히 자서전적인 가사에 비해 비교적 헤비한 리프를 사용한 것이 특징이다.

## 수록곡
| #  | 곡목                        | 러닝타임 |
| -- | --------------------------- | -------- |
| 1  | Feuer                       | 3:34     |
| 2  | Immer auf der Suche         | 2:58     |
| 3  | Superstar                   | 2:30     |
| 4  | Sowas hat man…              | 5:01     |
| 5  | Ja, ja                      | 3:35     |
| 6  | Lass mich gehn              | 4:01     |
| 7  | Fang mich                   | 2:47     |
| 8  | Einmal                      | 4:20     |
| 9  | Kinder dieser Zeit          | 3:04     |
| 10 | Hass-tler                   | 4:24     |
| 11 | Onkelz vs. Jesus            | 3:31     |
| 12 | Überstimuliert              | 3:59     |
| 13 | Prinz Valium                | 2:47     |
| 14 | Ihr hättet es wissen müssen | 5:21     |
| 15 | A.D.I.O.Z.                  | 5:12     |

## 수록곡에 대한 설명
Hass-tler
이 곡의 제목은 'Hass'와 ‘Hitler를 혼합한 것이다. 
신나치주의를 비난하는 곡이다.
Onkelz vs. Jesus
이 곡은 과거에 밴드 자신을 얼마나 과대평가 했는지에 대해서 다루고 있다.
Ihr hättet es wissen müssen
이 곡은 밴드의 충실했던 팬들에게 보내는 곡이며 앨범이 발매된 이후에는 콘서트의 마지막곡으로 사용했다.
A.D.I.O.Z.
이 곡은 연주곡으로 처음과 마지막에는 파도소리를 넣었고 세 대의 어쿠스틱기타로 연주하였다. 또한 수록곡 중 러닝타임이 가장 긴 곡이다.